# 橫坪公路
橫坪公路是连接深圳龙岗区和坪山区的干线公路，全长20.8公里,为 356省道一部分。
如今横坪公路各部分均已市政化，各部分分别成为为南坪东大道和坪山大道的一部分。

## 概况

### 旧线
舊橫坪公路圩迴越山，全段雙向二線行車，始建于1994年，曾於2006年被封閉進行新建修整。其在坪山区的路段（碧岭——坪山围金山）现为金碧路。而铜锣径路段后被扩建后的铜锣径水库淹没，目前无法行车；横岗园山——简龙段现编为福桐路。

### 新线
新橫坪公路主线横岗至坪山段由廣東省深圳市龍崗區橫崗街道水官高速公路橫坪出口通往坪山街道馬峦村；全路段雙向六行車線一级公路建设，2004年4月开工，於2009年2月18日開通，主構造包括銅鑼徑特大橋（跨越铜锣径水库）和碧岭隧道，其中横坪立交至建设中的沙坑立交路段与南坪快速路并行。
至于坪山中心区段则为稍早修成的中山大道。建成当时为坪山最宽的市政道路。
2017年沙坑立交以东路段划入坪山大道。将改造为双向12车道的市政主干路。

#### 原规划
原先规划是将横坪公路由逆时针绕过宝龙，马峦山，坪山，坑梓，坪地，再绕回龙岗中心区新生，形成龙岗区（当时坪山区属龙岗）外围快速路网，全长50.3公里，开工时为深圳第二条由政府委托代建的公路项目，分别由深圳华昱投资开发（集团）股份有限公司、深圳高速公路股份有限公司分段建设。，由于和规划的外环高速公路线位冲突，根据市政府办公会议纪要2006年59号文的要求，横坪公路于2006年3月21日起全线暂停施工。之后梅坑——马峦山——金田段被划入南坪快速路三期工程，2019年通车；金田——坑梓——坪地段（中段）（长17.3公里）与深圳外环高速重合度高，被取代，已建工程长时间烂尾，使得沿线居民意见很大，部分路段后改名为聚龙路继续建设，2020年开通；至于先前建成的坪地——龙岗新生一带“名不副实”的北段（长6.707公里）后来为了避免一路多名（另有龙岗北通道，盐龙大道的名字）而改为盐龙大道。

## 途經區域
- 橫崗街道
- 宝龙街道
- 碧岭街道
- 坪山街道

| 水官高速公路 | 西←橫坪公路→東 | 松岭路 |